# Snarøyabanen
De Snarøyabanen is een kunstijsbaan in Snarøya (gemeente Bærum) de provincie Akershus in het zuiden van Noorwegen. De ijsbaan wordt gebruikt als bandybaan. De kunstijsbaan is geopend in 2008. De ijsbaan wordt iedere winter aangelegd op de Hundsund kunstgressbane.
De Snarøyabanen is de thuisbaan van Snarøya Bandy (afdeling van Snaroya Sportsklubb).